# Hyllisia triguttata
Hyllisia triguttata är en skalbaggsart som beskrevs av Aurivillius 1914. Hyllisia triguttata ingår i släktet Hyllisia och familjen långhorningar.
Artens utbredningsområde är Kenya. Inga underarter finns listade i Catalogue of Life.